# Wessobrunn
Wessobrunn is een plaats in de Duitse deelstaat Beieren, en maakt deel uit van het Landkreis Weilheim-Schongau.
Wessobrunn telt 2.243 inwoners.
Deze plaats is bekend vanwege het Wessobrunner Gebet dat in 814 in het Oudhoogduits werd opgeschreven en in het bezit is van het klooster van Wessobrunn. Deze tekst geldt als de oudste Duitse tekst.

## Legende
Nabij Wessobrunn staat een zeer oude lindeboom waaraan een legende is verbonden. Dit is de Tassilolinde van Wessobrunn. Deze legende gaat als volgt:
Na een wildzwijnenjacht sloeg Hertog Tassilo met zijn twee begeleiders Wezzo en Tharingari een kamp op voor de nacht onder het bladerdak van een grote lindeboom. Tharingari hield de eerste wacht, terwijl Hertog Tassilo en Wezzo rustten. Moe en uitgeput vielen zij beiden snel in een diepe slaap. Toen had Tassilo een wonderbaarlijke droom. Daarin zag hij drie borrelende bronnen, die zich op een bepaald punt in de vorm van een kruis samenvloeiden. Van daar uit voerde een trap omhoog naar de hemelpoort, van waaruit engelen op en neer zweefden om water op te scheppen. Boven aan de trap stond de heilige Petrus. De volgende morgen vertelde Tassilo deze droom aan zijn twee vrienden en begeleiders. Eensgezind verklaarden zij dat het hierbij om een aanwijzing van God moest gaan, en vervolgens gingen ze op zoek naar de bron. Het duurde niet lang voordat Wezzo de bron vond. Daarop stichtte Hertog Tassilo in 753 een Benedictijner klooster ter ere van de apostel Petrus, en noemde het naar de ontdekker van de bron Monasterium Wezzofontanum, het huidige Wessobrunn.

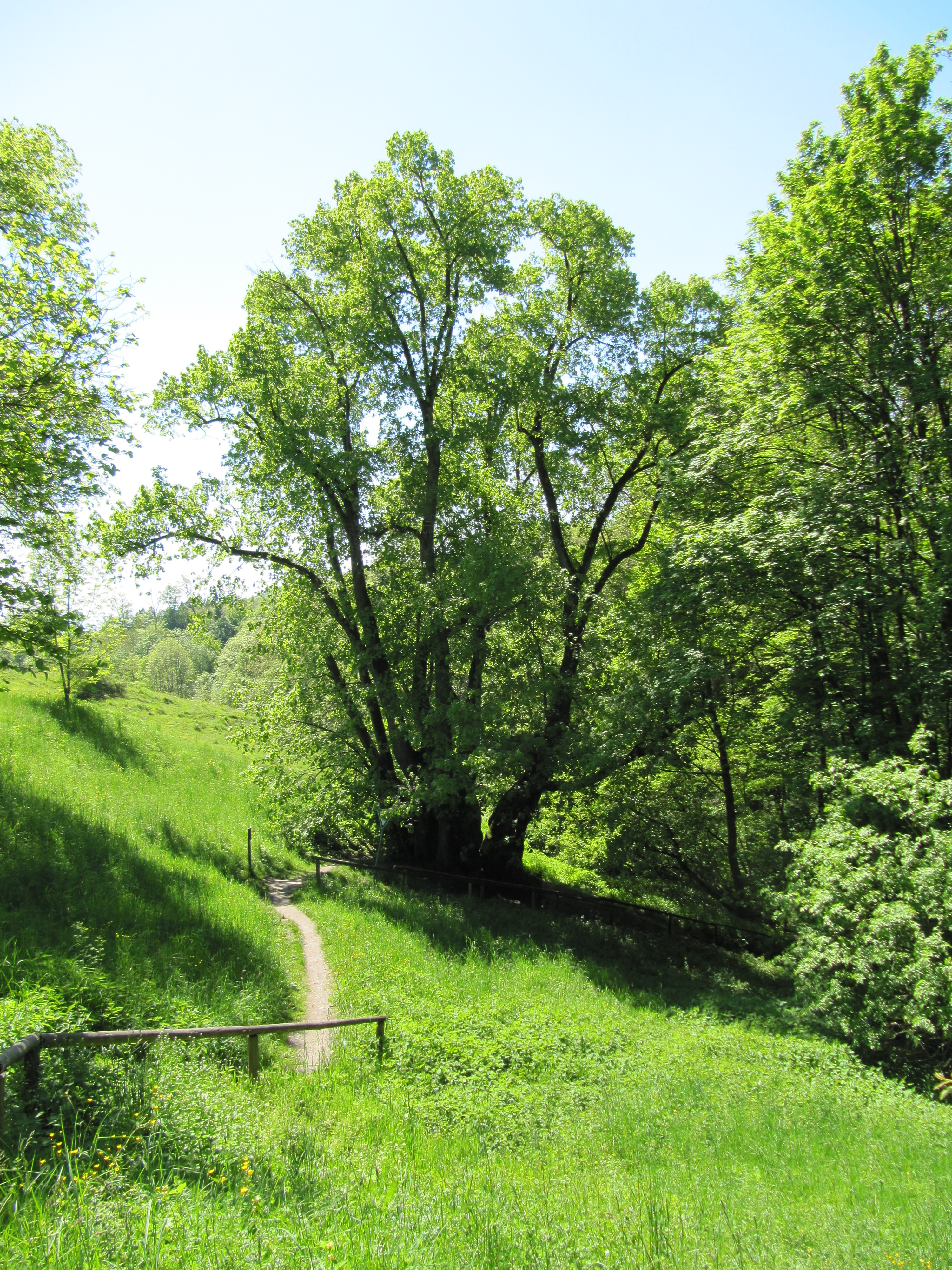
De Tassilolinde
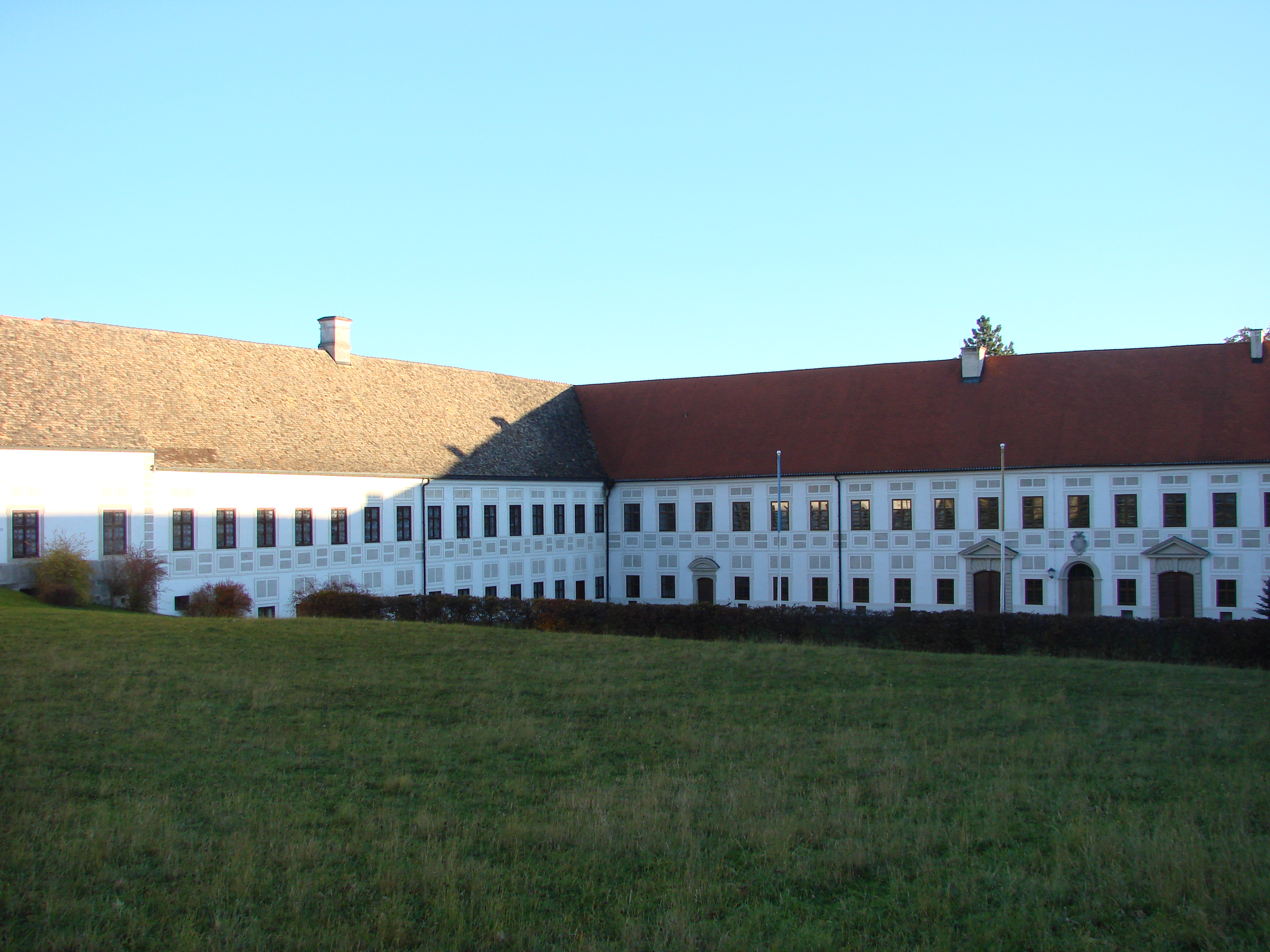
Klooster Wessobrunn
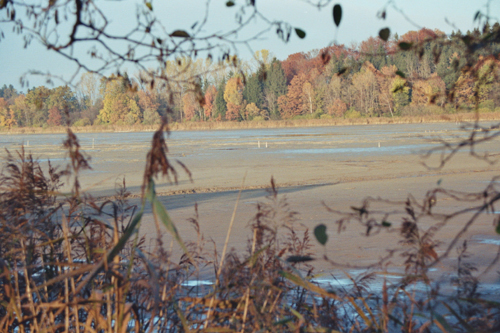
De Zellsee bij Wessobrunn in de winter

Altenstadt ·
Antdorf ·
Bernbeuren ·
Bernried ·
Böbing ·
Burggen ·
Eberfing ·
Eglfing ·
Habach ·
Hohenfurch ·
Hohenpeißenberg ·
Huglfing ·
Iffeldorf ·
Ingenried ·
Oberhausen ·
Obersöchering ·
Pähl ·
Peißenberg ·
Peiting ·
Penzberg ·
Polling ·
Prem ·
Raisting ·
Rottenbuch ·
Schongau ·
Schwabbruck ·
Schwabsoien ·
Seeshaupt ·
Sindelsdorf ·
Steingaden ·
Weilheim i.OB ·
Wessobrunn ·
Wielenbach ·
Wildsteig